# 富村
富村（とみそん）は、かつて岡山県の北部に存在した村である。苫田郡に属した。現在は合併により鏡野町となり、富村役場は鏡野町役場富振興センターとなっている。
たたら製鉄が古くから行われてきた。

## 地理
中国山地に位置し、1000mを超える山が連なっており、村の9割が山林であった。過疎化の進む地域である。
- 山：富栄山、乗幸山、不溜山、大空山

## 沿革
- 1889年（明治22年）6月1日 - 富西谷村・富東谷村・富仲間村・大村・楠村の5村が合併し富村が発足。
- 2005年（平成17年）3月1日 - 同郡内の鏡野町（初代）・奥津町・上齋原村との新設合併により新・鏡野町となる。

## 教育
村内には下記の学校があった。
- 富村立富小学校 - 現在は鏡野町立富小学校となっている。
- 富村立富中学校 - 鏡野町立富中学校となった後、2016年4月に鏡野町立鏡野中学校に統合。

1980年頃から1学年の人数が10人を超えることは珍しく、その後長く1学年の児童数は一桁の状態が続いていた。

## 交通

### 道路
- 岡山県道56号湯原奥津線
- 岡山県道65号久世中和線
- 岡山県道327号富東谷久世線

## 名所・旧跡・観光スポット・祭事・催事
- たたら展示館
- 鍛冶屋谷たたら遺跡
- 追坂乢古墳
- 白賀渓谷